# Coborâre (schi)
Coborârea este una dintre disciplinele schiului alpin. În timp ce celelalte probe de schi alpin (slalom, slalom uriaș, slalom super uriaș și combinata alpină) pun accentul pe viraj și tehnică, în coborâre se pune accentul pe șase componente: tehnică, curaj, viteză, risc, condiție fizică și judecată”, potrivit "regulamentului competițiilor internaționale de schi" dictate de FIS.Vitezele de până la 130 km/h (81 mph) sunt comune în competițiile internaționale. Sportivii trebuie să aibă o poziție eficientă din punct de vedere aerodinamic pentru a minimiza rezistența și pentru a crește viteza.

## Istoric

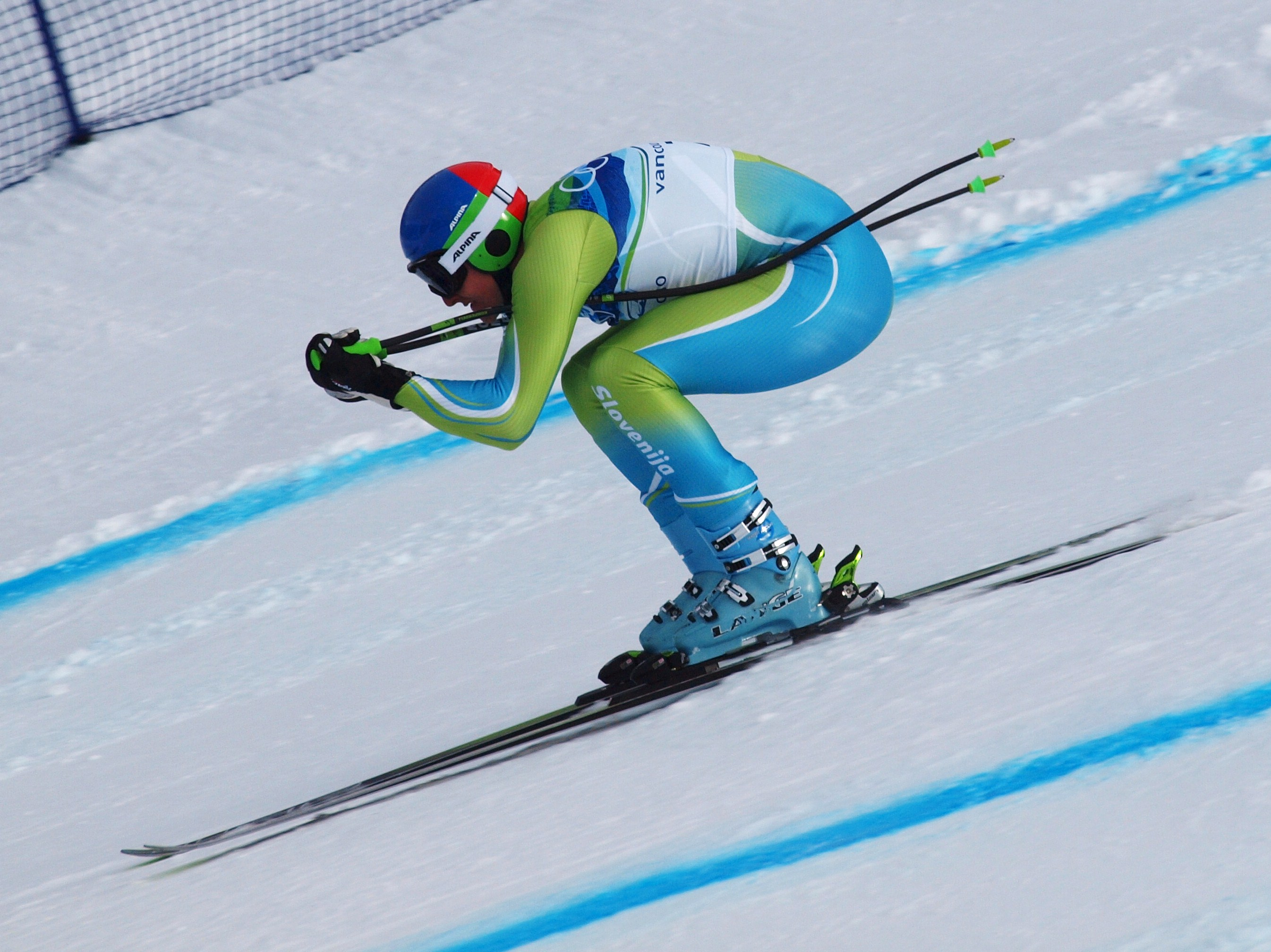
Fază de alunecare la coborâre

Coborârea și slalomul sunt cele mai vechi discipline ale schiului alpin modern. Competițiile de coborâre și slalom au avut loc încă de la prima ediție a Cupei mondiale de schi alpin din 1931 și fac parte din programul olimpic de la Jocurile Olimpice de iarnă din 1948. Cupa mondială de coborâre a fost înființată în sezonul 1966/1967, când Federația Internațională de Schi (FIS) a creat circuitul Cupei Mondiale de schi alpin. Inițial, coborârea a fost o adevărată cursă de coborâre de munte: nu existau niciun fel de uși direcționale, sportivul avea toată pista disponibilă și era liber să aleagă cea mai bună linie.
Titlul de cel mai puternic schior alpin din toate timpurile este atribuit austriacului Franz Klammer care în cariera sa a obținut 25 de victorii la Cupa Mondială și 5 Cupe de specialitate, recorduri încă neînvinse, în timp ce printre femei schioara care deține recordul de victorii în carieră este americanca Lindsey Vonn, capabilă să urce de 42 de ori pe treapta de sus a podiumului și să cucerească 8 cupe de specialitate.
Regulile pentru competițiile de schi alpin au fost dezvoltate inițial de Sir Arnold Lunn pentru Campionatele Naționale de Schi din Marea Britanie din 1921. O viteză de 100 mile pe oră (161 km/h) a fost atinsă pentru prima dată de Johan Clarey la Cupa Mondială Lauberhorn din 2013, batând recordul anterior de 98 mph (158 km/h), stabilit de italianul Stefan Thanei în 2005.

## Descriere

### Echipament
In ceea ce priveste echipamentul, pentru coborâre sunt folosite schiuri foarte lungi (minim 215 cm la bărbați, 210 cm la femei) pentru a avea o stabilitate mai mare la viteze mari. Așa ca și la slalomul uriaș și super uriaș există o rază minimă de curbură (50 de metri). Bețele sunt curbate, pentru a se adapta mai bine la corpul schiorului la asumarea poziției de căutare a vitezei. Costumele strânse sunt concepute pentru a minimiza frecarea cu aerul. Sub costum se găsesc protecții rigide, în special protecția pentru spate (Back protector), care previne trauma coloanei vertebrale. Casca, nu neapărat integrală, este obligatorie ca la toate disciplinele (chiar și la slalom a fost facută obligatorie începand din sezonul 2006/2007).